# لیتل باردفورد
لیتل باردفورد (به انگلیسی: Little Barford) یک روستا و محله مدنی در بریتانیا است که در Bedford واقع شده‌است.